# Lawrence Weschler
Lawrence Weschler (geboren 13. Februar 1952 in Van Nuys) ist ein US-amerikanischer Journalist und Sachbuchautor.

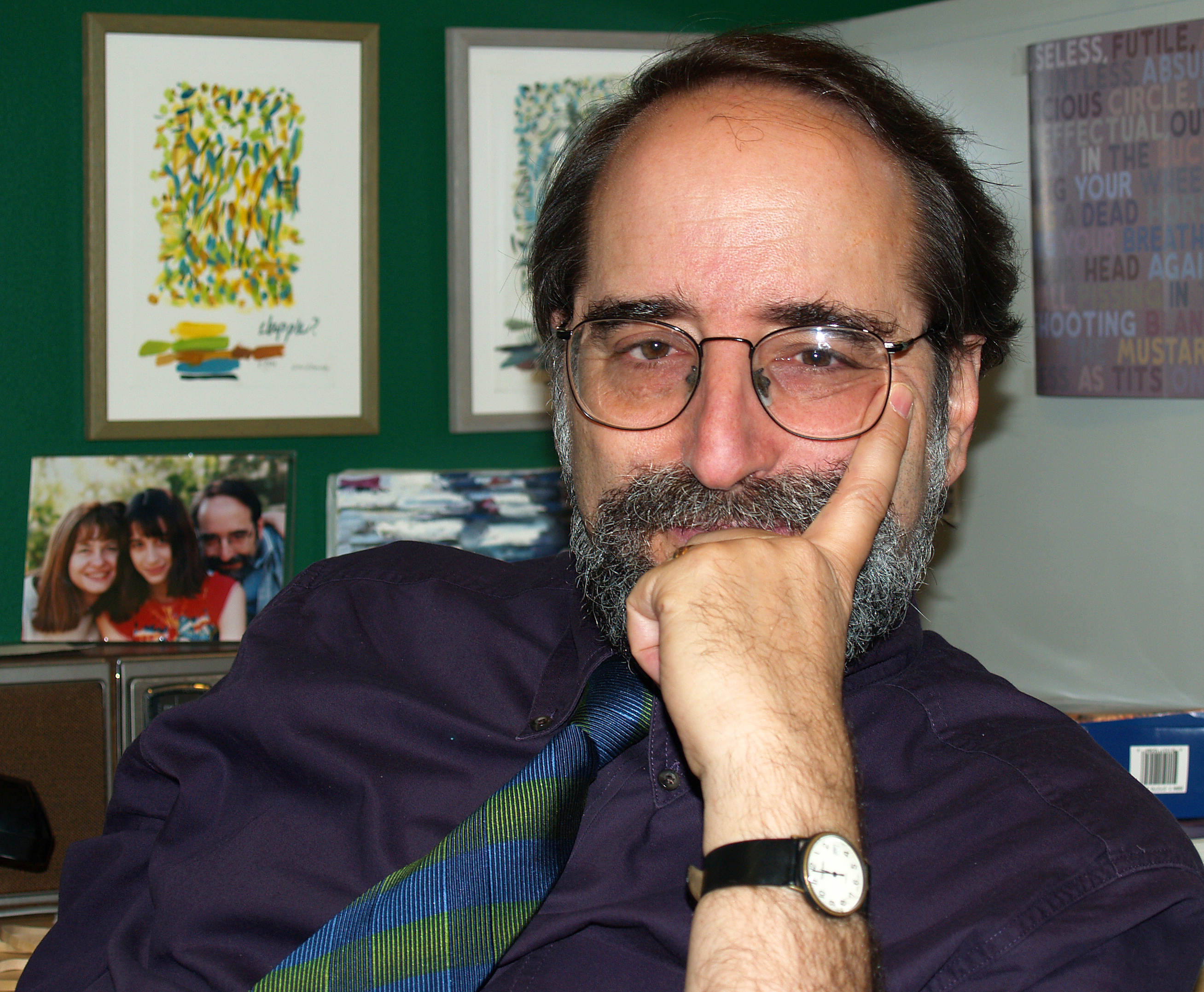
Lawrence Weschler (2007)

## Leben
Lawrence Weschler ist ein Sohn des Organisationspsychologen Irving R. Weschler (1923–1962), der früh bei einem Autounfall starb, und der Franziska Toch (1928–1988). Er hat drei Geschwister. Seine Großelternfamilien Weschler und Toch waren Opfer des Nationalsozialismus und kamen nach 1933 mit ihren Kindern als Flüchtlinge in die USA. 
Weschler studierte am Cowell College der University of California, Santa Cruz und arbeitete zwanzig Jahre (1981–2002) als Redakteur bei der Zeitschrift The New Yorker. Er gewann zweimal 1988 und 1992 den George Polk Award für Reportage und erhielt 1998 einen Lannan Literary Award. Sein Buch Mr. Wilson’s Cabinet of Wonder stand auf der Short-List des Pulitzer-Preises und des National Book Critics Circle Award und das Buch Everything that Rises erhielt 2007 einen National Book Critics Circle Award for Criticism.  
2001 wurde Weschler in die American Academy of Arts and Sciences gewählt.
Er war Mitherausgeber der Zeitschriften McSweeney’s, Threepeeny Review und The Virginia Quarterly Review. Er rief die Ernst Toch Society ins Leben, die sich um das Werk seines Großvaters, des österreichischen Komponisten Ernst Toch, kümmert.

## Schriften
- Marta Feuchtwanger: An Emigre Life: Munich, Berlin, Sanary, Pacific Palisades. Interviewed by Lawrence M. Weschler. University of California, Los Angeles 1976
- Solidarity: Poland in the Season of Its Passion. New York : Simon and Schuster, 1982
- Seeing Is Forgetting the Name of the Thing One Sees: A Life of Contemporary Artist Robert Irwin (1982)
- The Passion of Poland: From Solidarity through the State of War (1984)
- David Hockney: Camera Works. München : Kindler, 1984
- A Miracle, a Universe: Settling Accounts with Torturers. New York : Pantheon Books, 1990
- Shapinsky’s Karma, Boggs’s Bills, and Other True-life Tales (1990)
- Mr. Wilson's Cabinet of Wonder (1995)
  - Mr. Wilsons Wunderkammer. Von aufgespießten Ameisen, gehörnten Menschen und anderen Wundern der jurassischen Technik. Übersetzung Ulrich Enderwitz. München : Carl Hanser, 1998
- A Wanderer in the Perfect City: Selected Passion Pieces (1998)
- Calamities of Exile: Three Nonfiction Novellas (1998)
- Vermeer in Bosnia (2004)
- Everything That Rises: A Book of Convergences (2006)
- Das letzte Märchen. Über das Schicksal meines Großvaters, des Komponisten Ernst Toch. In: Lettre International. Heft 72. Berlin 2006, S. 22–29
- True To Life: Twenty-Five Years of Conversations with David Hockney (2008)
- Seeing Is Forgetting the Name of the Thing One Sees: Over Thirty Years of Conversations with Robert Irwin (Expanded Edition) (2008)
- Uncanny Valley: Adventures in the Narrative (2011)
- Lena Herzog, Theo Jansen, Lawrence Weschler: Strandbeest. Die Traummaschinen von Theo Jansen. Übersetzung Egbert Baqué. Taschen, 2014
- Domestic Scenes: The Art of Ramiro Gomez (2016)
- Waves Passing in the Night (2017)
- And How Are You, Dr. Sacks?: A Biographical Memoir of Oliver Sacks (2019)
  - Oliver Sacks – Ein persönliches Porträt. Übersetzung Hainer Kober. Hamburg : Rowohlt, 2021